# Cautious Hero: The Hero Is Overpowered but Overly Cautious
«Cautious Hero: The Hero Is Overpowered but Overly Cautious» (яп. この勇者が俺TUEEEくせに慎重すぎる, Kono Yūsha ga Ore Tsuē Kuse ni Shinchō Sugiru, Цей герой надмогутній, але занадто обережний) — серія ранобе написана Лайтом Тучіхі та ілюстрована Саорі Тойотою. Вона почала публікуватися онлайн у червні 2016 року на вебсайті Kadokawa Kakuyomu. Згодом її придбало видавництво Fujimi Shobo, яке опублікувало перший том ранобе у лютому 2017 року під своїм імпринтом Kadokawa Books. Станом на грудень 2019 року було випущено сім томів. Серія ранобе ліцензована в Північній Америці видавництвом Yen Press. Адаптація в манґу з ілюстраціями Коюкі публікувалася в журналі сьонен-манґи Monthly Dragon Age видавництва Fujimi Shobo з листопада 2018 року по жовтень 2022 року. Її було зібрано в шість томів танкобонів. Адаптація у вигляді аніме-телесеріалу від студії White Fox транслювалася з жовтня по грудень 2019 року.

## Сюжет
Рістарте — богиня-початківиця, яку призначено відповідальною за порятунок світу Ґеабранде від Короля Демонів шляхом призову героя з людського світу. Ґеабранде, світ S-класу, надзвичайно небезпечний, тому Рістарте ретельно обирає героя, який зможе перемогти ворогів. Вона зупиняє свій вибір на Сеї Рюґуїні, чиї характеристики в багато разів перевищують показники будь-якого іншого претендента. На жаль, після його призову Рістарте з жахом виявляє, що він до смішного обережний у всьому, включаючи її саму. Відмовляючись навіть увійти до найбезпечніших зон Ґеабранде, доки не потренується до рівня, який вважає комфортним, стриманість Сеї зводить богиню з розуму. Однак, коли ця пара нарешті ступає на землю Ґеабранде, події можуть довести, що обережність цього героя цілком виправдана.

## Персонажі
Сея Рюґуїн (яп. 竜宮院 聖哉, Ryūgūin Seiya)
Сейю: Юічіро Умехара (оригінал), Ентоні Боулінг (англійський дубляж)
Надсильний герой, який чудово справляється з усім, за винятком однієї незначної проблеми — він занадто обережний.
Рістарте (яп. リスタルテ, Risutarute)
Сейю: Акі Тойосакі (оригінал),  Джеймі Марчі  (англійський дубляж)
Богиня зцілення, якій доручено обрати героя для порятунку Ґеабранде, для чого вона прикликає Сею. Після першої зустрічі з Сеєю вона одразу ж закохується в нього через його ідеальну статуру та колір обличчя.
Маш (яп. マッシュ, Masshu)
Сейю: Кенґо Каваніші (оригінал), Кріс Турман (англійський дубляж)
Молодий воїн-драконоїд, який стає учнем Сеї та одним із його носіїв багажу.
Елулу (яп. エルル, Eruru)
Сейю: Аой Коґа (оригінал), Сара Віденхефт (англійський дубляж)
Молода чарівниця-драконоїд, подруга дитинства Маша. Як і Маш, вона стає однією з носіїв багажу Сеї. Починаючи як маг, вона вивчає та зосереджується більше на здібностях підтримки.
Аріадоа (яп. アリアドア)
Сейю: Хібіку Ямамура (оригінал), Марісса Ленті (англійський дубляж)
Старша богиня Рістарте та її головна помічниця, якщо Сеї потрібен хтось для тренувань.
Серсеус (яп. セルセウス, Seruseusu)
Сейю: Ацуші Оно (оригінал), Кріс Рейджер (англійський дубляж)
Сильний бог, який володіє мечем. Відомий як Божественний Клинок.
Іштар (яп. イシスター, Ishisutā)
Сейю: Кейко Хан (оригінал), Джессіка Кавана (англійський дубляж)
Велика Богиня, яка є лідером інших богів.
Валькірія (яп. ヴァルキュレ, Varukyure)
Сейю: Файруз Ай (оригінал), Кейтлін Барр (англійський дубляж)
Богиня Руйнування. Попри опір, вона продовжує тренувати Сею з деякими обмеженнями.
Гестіака (яп. ヘスティカ, Hesutika)
Сейю: Саюмі Ватабе (оригінал), Кімберлі Ґрейс (англійський дубляж)
Богиня Вогню.
Аденела (яп. アデネラ, Adenera)
Сейю: Шіорі Ізава (оригінал), Алексіс Тіптон (англійський дубляж)
Богиня Війни. Вона сильно закохана в Сею, шаленіє та божеволіє, коли він спочатку її відкинув.
Мітіс (яп. ミティス, Mitisu)
Сейю: Котоно Міцуіші (оригінал),  Саманта Герек (англійський дубляж)
Богиня Стрільби з лука. Відома своєю німфоманією.

## Медіа

### Ранобе
Серія вперше була опублікована онлайн на вебсайті Kadokawa Kakuyomu, у червні 2016 року Лайтом Тучіхі. Пізніше видавництво Fujimi Shobo придбало права на назву та опублікувало перший том як ранобе під своїм імпринтом Kadokawa Books у лютому 2017 року. Серія ліцензована в Північній Америці видавництвом Yen Press.
| № | Дата виходу       | ISBN                   |
| - | ----------------- | ---------------------- |
| 1 | 10 лютого 2017    | ISBN 978-4-04-072184-2 |
| 2 | 9 червня 2017     | ISBN 978-4-04-072322-8 |
| 3 | 10 лмстопада 2017 | ISBN 978-4-06-381415-6 |
| 4 | 10 травня 2018    | ISBN 978-4-04-072716-5 |
| 5 | 10 листопада 2018 | ISBN 978-4-04-072956-5 |
| 6 | 10 жовтня 2019    | ISBN 978-4-04-073349-4 |
| 7 | 10 грудня 2019    | ISBN 978-4-04-073417-0 |

### Манґа
Адаптація в манґу від Коюкі публікувалася в журналі Monthly Dragon Age видавництва Fujimi Shobo з 9 листопада 2018 року по 7 жовтня 2022 року. Манґа також ліцензована в Північній Америці видавництвом Yen Press.
| № | Дата виходу    | ISBN                   |
| - | -------------- | ---------------------- |
| 1 | 9 травня 2019  | ISBN 978-4-04-073152-0 |
| 2 | 9 жовтня 2019  | ISBN 978-4-04-073355-5 |
| 3 | 9 вересня 2020 | ISBN 978-4-04-073798-0 |
| 4 | 8 червня 2021  | ISBN 978-4-04-074118-5 |
| 5 | 9 березня 2022 | ISBN 978-4-04-074462-9 |
| 6 | 9 грудня 2022  | ISBN 978-4-04-074783-5 |

### Аніме
Адаптацію у вигляді аніме-телесеріалу від студії White Fox було анонсовано 7 листопада 2018 року. Режисером серіалу став Масаюкі Сакої, Кента Іхара відповідав за композицію серіалу, Май Тода розробила дизайн персонажів, а Йошіакі Фуджісава написав музику. Трансляція серіалу відбувалася з 2 жовтня по 27 грудня 2019 року на телеканалах AT-X та інших. Гурт Myth & Roid виконав початкову пісню серіалу «TIT FOR TAT», а Ріко Адзуна — завершальну пісню «be perfect, plz!». Компанія Funimation ліцензувала серіал для одночасного дублювання. Після придбання Crunchyroll компанією Sony серіал було перенесено на Crunchyroll. Трансляцію третього епізоду, який мав вийти 16 жовтня 2019 року, було відкладено на тиждень через виробничі проблеми, замість нього повторно показали другий епізод. Аналогічно, трансляцію десятого епізоду було відкладено на тиждень через виробничі проблеми, замість нього показали епізод-підсумок. Персонажі серіалу також з'явилися в кросоверному аніме-серіалі «Isekai Quartet».